# Don Medardo y sus Players
Don Medardo y sus Players, es una orquesta ecuatoriana de cumbia, formada en el año 1964 por Medardo Luzuriaga.

## Historia
La banda fue fundada en 1964 por Medardo Luzuriaga, conocido como Don Medardo, tras una fusión con una banda juvenil llamada Los Players.
Don Medardo nació en Loja, Ecuador, y desde temprana edad mostró un gran talento musical. A los 12 años ingresó al Conservatorio de Loja, donde recibió clases de música. Durante su juventud se destacó como pianista, percusionista y cantante, participando en diversos coros, estudiantinas y orquestas.
A los 21 años formó la orquesta Los Diablos Rojos, con la cual recorrió las provincias de Loja y El Oro. Su talento llamó la atención y fue invitado a un concurso radial en Quito, donde impresionó al público con su voz y habilidades para el baile.
Motivado por sus sueños y con el apoyo de su familia dejó su ciudad natal y se trasladó a Quito para perseguir una carrera musical más sólida. En la capital ecuatoriana, se convirtió en profesor de música y canto escolar en varios colegios, y formó coros que alcanzaron gran reconocimiento, como la famosa "Mancha blanca".
En 1967, Don Medardo regresó a Loja y se encontró con un grupo de jóvenes músicos llamados Los Players. Impresionado por su talento, los invitó a viajar a Quito, y así formar a Don Medardo y sus Players. A pesar de ser menores de edad, obtuvieron los permisos necesarios de sus padres para formar parte de la agrupación.
Con Don Medardo como líder, la orquesta comenzó a ganar popularidad rápidamente. Realizaron giras por todo el país y se integraron a la compañía de Ernesto Albán, participando en sus Estampas Quiteñas. Su estilo musical se caracterizaba por fusionar diferentes géneros, como el jazz y la música tradicional ecuatoriana, creando un sonido único y cautivador.
En la década de 1970, Don Medardo y sus Players experimentaron un gran éxito. Realizaron giras internacionales, incluyendo seis visitas a Estados Unidos, y lanzaron varios álbumes que alcanzaron reconocimiento y ventas récord. Canciones como "Cumbia Chonera" se convirtieron en grandes éxitos y consolidaron la popularidad de la orquesta.
En 2014 la banda celebró 50 años de trayectoria musical con el lanzamiento de su disco 105. Tras el fallecimiento de Don Medardo en 2018, su legado continuó en la música.
A lo largo de su trayectoria musical, la orquesta ha grabado más de 109 trabajos discográficos, estableciendo así el récord de grabaciones a nivel nacional y en América Latina. Además, ha sido reconocida con numerosos premios tanto a nivel nacional como internacional. Entre ellos, destacan el Disco de Oro otorgado por la compañía discográfica Remo Récords de Nueva York por su canción "El Aguacerito".
En 1977, la orquesta recibió el reconocimiento a la mejor orquesta extranjera que visitó Estados Unidos, otorgado por la Asociación de Cronistas de Espectáculos de Nueva York. Asimismo, fue honrada con un diploma de honor de la Asociación de Orquestas Tropicales del Perú en la categoría de mejor orquesta ecuatoriana. A nivel nacional, el Congreso Nacional de Ecuador la galardonó, y la empresa Fadisa le entregó un Disco de Platino por lograr el récord nacional de mayor número de ventas discográficas.

## Discografía
- Vol.1 De Quito Para El Ecuador y América (1968)
- Vol.2 Los Siete de Ecuador (1969)
- Vol.3 Tropilocamente (1971)
- Vol.4 Don Medardo Y Sus Players Canta Gustavo Velásquez – Desde Nueva York (1971)
- Vol.5 ¡Así se toca! para Quito (1973)
- Vol.6 Campeones (1974)
- Vol.9 Llegó la Banda!! (1974)
- Vol.10 Los trece de la fama (1975)
- Vol.11 ¡La música Brava! (1975)
- Vol.12 En Quito Se Baila Así(1975)
- Vol.13 Sin Comentarios...Los Primeros (1976)
- Vol.14 ¡Ecuador! Esta Es Tu Orquesta Don Medardo Y Sus Players

(1977)
- Vol.15 Siempre arriba (1977)
- Vol.16 Como Quito... No Hay Dos! (Animación: Gustavo Velasquez (1976)
- Vol.17

## Reconocimientos

### Nacionales
- Galardonada por el Congreso Nacional de Ecuador.

- Disco platino por la empresa Farisa al obtener récord nacional con mayor números de ventas discográficas.[1]

### Internacionales
- Disco de Oro por compañía discográfica Remo Récords de la ciudad de Nueva York por su canción "El Aguacerito".[1]

- Un reconocimiento como mejor orquesta extranjera que visitó Estados Unidos en el año 1977, otorgado por la Asociación de Cronistas de Espectáculos de Nueva York.[1]

- Diploma de honor por la Asociación de orquestas tropicales del Perú en la categoría de mejor orquesta ecuatoriana.[1]